# Kaiser-Wilhelm-Volkshaus
Das Kaiser-Wilhelm-Volkshaus war ein nicht umgesetztes Bauprojekt in Lübeck.

## Stiftung durch Emil Possehl
Nach dem Brand im Iroquois Theater in Chicago (1903) wurden neue Sicherheitsbestimmungen für die deutschen Bühnen bindend. Sie stellten den Fortbestand des 1858 errichteten Lübecker Theatergebäudes in Frage und führten 1905 zu seinem Abriss. Es stand zur Wahl, das neue Theater an gleicher Stelle oder am Zollschuppenplatz vor dem Holstentor zu errichten. Da eine Pattsituation herrschte, forcierte Emil Possehl die Entscheidung im Dezember 1905, indem er anbot, dem Staat die Kaufsumme für die Grundstücke der Beckergrube zu stiften. Das Geld stünde zum Jahreswechsel bereit. Er begründete dies damit, dass er sich dort keinen Monumentalbau vorstellen könne, sondern allenfalls eine Volkslesehalle.

Zollschuppen

Diese Idee griff Possehl 1913, im hundertsten Jahr nach dem Ende der Lübecker Franzosenzeit, wieder auf. Der Unternehmer und Mäzen teilte der Lübecker Bürgerschaft am 24. Februar 1913 in einem Schreiben mit, dass er der Stadt 800.000 Mark zu stiften beabsichtige. Am 9. März 1913 veröffentlichten die Lübeckischen Blätter den Artikel „1813-1913“. In diesem heißt es, das Possehl der Stadtbevölkerung ein Kaiser-Wilhelm-Volkshaus schenke. Vielerorts gedachte man dem Heldenkaiser mit einem Ehrenmal. Auch in der Hansestadt war ein solches seit 1888 geplant und auf dem Markt wurde im März 1897 dessen Grundstein für sein Reiterstandbild gelegt. Die Fortführung verzögerten Unstimmigkeiten. Neben der Befürwortung des Denkmals kamen eine etwaige Kaiser-Wilhelm-Dankeskirche oder ein Kaiser-Wilhelm-Volkshaus zur Sprache. 1912 hatte der Senat Louis Tuaillon mit der Anfertigung eines Denkmals beauftragt. Die Absicht hierbei war, wie Possehl in seinem Schreiben ausführte, dem Bilde von Erz, das uns an diesen Helden und Fürsten erinnern soll, ein in einem Monumentalbau verkörpertes geistiges Denkmal zur Seite zu stellen. Dieses sollte jedoch nicht mehr auf dem Markt, sondern neben einem Seitenschiff von St. Jakobi aufgestellt werden. Mit dem Volkshaus hatte Possehl die Standortfrage entschieden. Die Gesellschaft zur Beförderung gemeinnütziger Tätigkeit würdigte das soziale Engagement ihres langjährigen Mitgliedes mit der Verleihung der Denkmünze in Gold.
Vorgesehen war das Kaiser-Wilhelm-Volkshaus als der gesamten Bevölkerung zugängliche Kultur- und Veranstaltungsstätte mit öffentlicher Bibliothek, Lesehalle, Ausstellungsräumen und Vortragssaal sowie einem großen und einem kleinen Theater- und Konzertsaal.

## Architektenwettbewerb
Für die Gestaltung des Bauwerks wurde noch im März durch den Senat ein Architektenwettbewerb mit speziellem Reglement ausgeschrieben. Hierbei erhielten vier Architekten ausdrücklich Einladungen, Entwürfe einzureichen: Peter Behrens, Hermann Billing, Max Littmann und Theodor Fischer. Darüber hinaus war die Teilnahme nur Architekten möglich, die entweder in Lübeck geboren waren, dort schon erfolgreiche Projekte verwirklichen konnten und ihren Wohnsitz hatten. Als Einreichungsfrist wurde der 1. August 1913 festgelegt.
Nicht nur alle vier eingeladenen Architekten steuerten Entwürfe bei, sondern auch der in Lübeck aufgewachsene und mittlerweile als Regierungsrat im preußischen Kultusministerium tätige Erich Blunck. Er war Possehls persönlicher Favorit und würde später auch das Grabmal des Unternehmers auf dem Burgtorfriedhof gestalten.
Insgesamt gingen bis zum August Entwürfe von 23 Architekten ein. Die mit der Wettbewerbsausrichtung betraute Jury befürwortete den Vorschlag von Peter Behrens, der einen Großbau in moderner, nach den Maßstäben der Zeit schlichter Gestaltung vorsah. Das ausschlaggebende Preisgericht jedoch – dem Possehl selbst vorstand und dem daneben Karl Hinckeldeyn, Ludwig Hoffmann, Bruno Schmitz, Johannes Baltzer, Carl Mühlenpfordt und Karl Schaefer angehörten – entschied am 7. Oktober zugunsten des traditionsorientierten Entwurfs von Erich Blunck, der historistischen Prinzipien folgte und sich der Formensprache der Neugotik sowie der Backsteinbauweise bediente. Auf Grundlage des Blunck’schen Siegerbeitrags sollten alle weiteren Pläne entwickelt werden.

## Architekturkontroverse
Die Entscheidung führte in Lübeck und weit darüber hinaus zu einer heftigen Kontroverse, die über reine Stilfragen weit hinausging: Während die Entscheidung für den Blunck-Entwurf vielfach als Ausdruck rückwärtsgewandten, antimodernen Denkens interpretiert wurde, stellten seine Befürworter den unterlegenen Behrens-Entwurf als Verkörperung wurzelloser urbaner Beliebigkeit dar, die keine Elemente nationaler, regionaler oder historischer Größe enthielt und der es an der für ein derartiges Bauwerk erforderlichen Würde mangelte. Die Streitigkeiten zwischen beiden Lagern klangen im Verlauf der folgenden Monate nicht ab. In der Zwischenzeit legte Baurat Mühlenpfordt anhand umfangreicher und detaillierter Untersuchungen dar, dass der vorgesehene Standort nicht zu empfehlen war, da die nach Norden gewandte Hauptfassade des Volkshauses ständig im verdunkelnden Schatten liegen würde und zudem der massive Baukörper durch seine Lage unvermeidlich den Raumeindruck negativ beeinflussen musste. Senat und Bürgerschaft folgten seiner dringenden Empfehlung, den Standort an die Nordseite des Platzes zu verlegen, so dass Blunck die Pläne entsprechend anzupassen hatte.

## Ende des Projekts

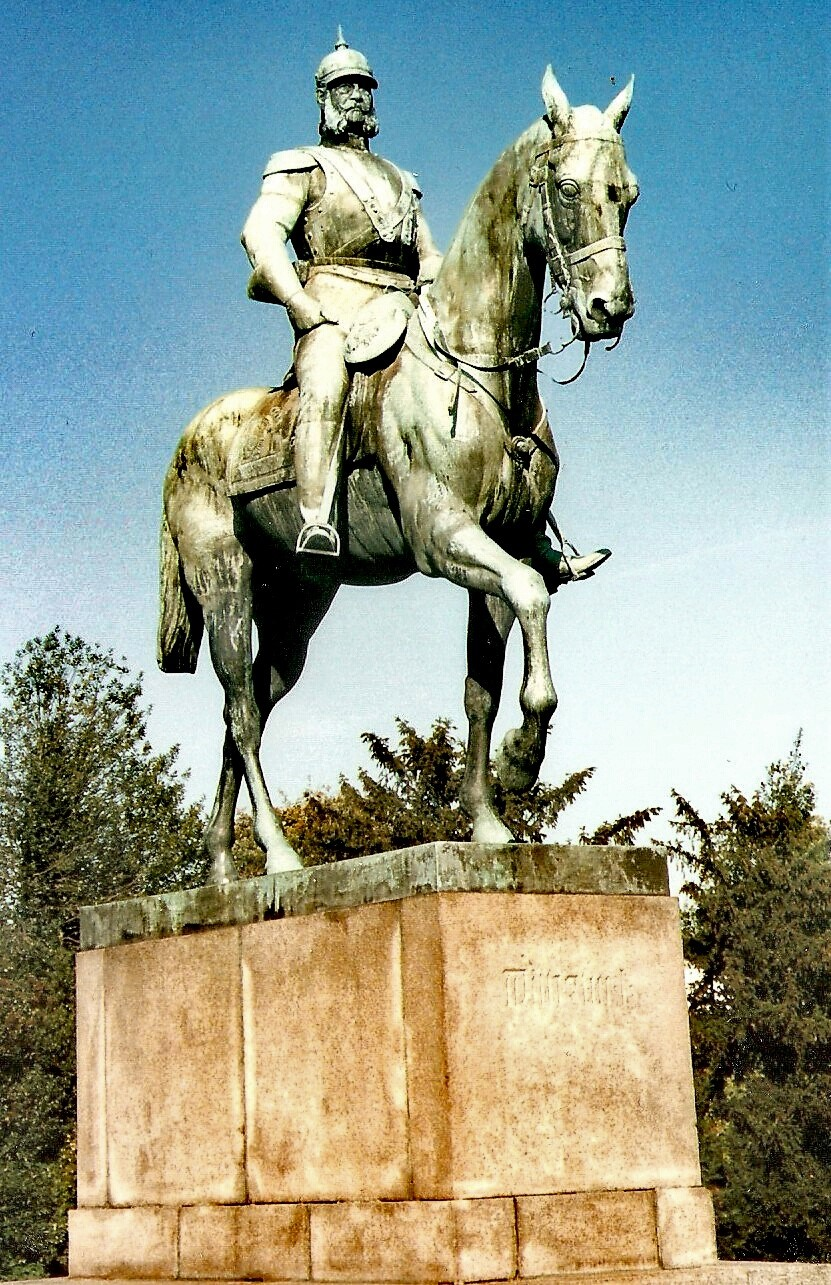
Reiterstandbild Wilhelms I., einziges realisiertes Element des Volkshaus-Projekts

Bei Beginn des Ersten Weltkriegs im August 1914 waren die Arbeiten noch nicht über Planungen hinaus fortgeschritten. Aufgrund des Krieges wurde das Projekt zurückgestellt, aber nicht aufgegeben. Blunck entwickelte seine Pläne auch während der kommenden Jahre weiter, und im Sommer 1916 ließ die Stadt Lübeck vor dem Holstentor Gerüste errichten, mit denen die Effekte der vorgesehenen Bauwerkshöhe insbesondere auf die Wahrnehmung des Stadttors und auf die Gesamtwirkung des Bereichs praktisch ermittelt werden sollten. Noch 1921 ging Baurat Friedrich Wilhelm Virck in einem Beitrag zum Buch Deutschlands Städtebau - Lübeck davon aus, dass eine Umsetzung des Projekts in naher Zukunft erfolgen würde.
Jedoch kam es nie zum Bau des Kaiser-Wilhelm-Volkshauses, dessen Konzept dem Lübecker Senat in den 1920er Jahren nicht mehr zeitgemäß schien. Stattdessen wurden die verbliebenen Mittel aus Emil Possehls Schenkung 1926 mitverwendet, um am ursprünglich vorgesehenen Standort des Volkshauses, dem Gelände südlich des Holstentorplatzes, die von Virck entworfene Holstentorhalle zu errichten. Das einzige Element des Kaiser-Wilhelm-Volkshauses, das tatsächlich verwirklicht wurde, ist das für die Freifläche vor der Hauptfassade vorgesehene Reiterstandbild Wilhelms I., das wegen des Krieges erst 1921 nach dem Tod des Bildhauers Louis Tuaillon fertiggestellt wurde, dessen Abnahme die Stadt Lübeck dann aber verweigerte und das daher in Privatbesitz von Siegfried Buchenau überging. 1934 kaufte die Stadt es seinen Erben ab und stellte es auf dem Lindenplatz auf, wo es sich als alleiniges Überbleibsel des Volkshaus-Projekts bis heute befindet.

## Entwürfe

Peter Behrens: Vorentwurf für das Kaiser-Wilhelm-Volkshaus
Behrens: Entwurf für das Kaiser-Wilhelm-Volkshaus
Erich Blunck: Entwurf für das Kaiser-Wilhelm-Volkshaus, Ansicht von Osten. Noch für die Südseite des Platzes vorgesehener Ursprungsentwurf von 1913
Blunck: Blick von Westen (1913)
Blunck: Portal des Ostflügels mit Kaiser-Wilhelm-Denkmal (1913)
Blunck: Erdgeschoss und 1. Obergeschoss (1913)
Blunck: Allgemeiner Lageplan (1913)
Blunck: Entwurf für das Kaiser-Wilhelm-Volkshaus, Nordseite (1917)
Blunck: Entwurf für das Kaiser-Wilhelm-Volkshaus, Ost- und Westseite (1917)
Blunck: Entwurf für das Kaiser-Wilhelm-Volkshaus, Grundriss des Erdgeschosses (1917)
Blunck: Entwurf für das Kaiser-Wilhelm-Volkshaus, Grundriss des Obergeschosses (1917)
Hermann Billing: Entwurf für das Kaiser-Wilhelm-Volkshaus
Max Littmann: Entwurf für das Kaiser-Wilhelm-Volkshaus
Littmann: Entwurf für das Kaiser-Wilhelm-Volkshaus, Blick von Osten
Littmann: Entwurf für das Kaiser-Wilhelm-Volkshaus, Detail
Littmann: Entwurf für das Kaiser-Wilhelm-Volkshaus
Littmann: Grundrisse
Littmann: Allgemeiner Lageplan
Theodor Fischer: Entwurf für das Kaiser-Wilhelm-Volkshaus, Ansicht von Osten
Fischer: Entwurf für das Kaiser-Wilhelm-Volkshaus, Ansicht von Westen
Fischer: Entwurf für das Kaiser-Wilhelm-Volkshaus, Ansicht von Süden
Fischer: Entwurf für das Kaiser-Wilhelm-Volkshaus, Gesamtplan
Fischer: Entwurf für das Kaiser-Wilhelm-Volkshaus, Nordseite (Fassade zum heutigen Holstentorplatz)
Fischer: Entwurf für das Kaiser-Wilhelm-Volkshaus, Westseite
Fischer: Entwurf für das Kaiser-Wilhelm-Volkshaus, Ostseite
Fischer: Entwurf für das Kaiser-Wilhelm-Volkshaus, Südseite